# Expedição Penobscot

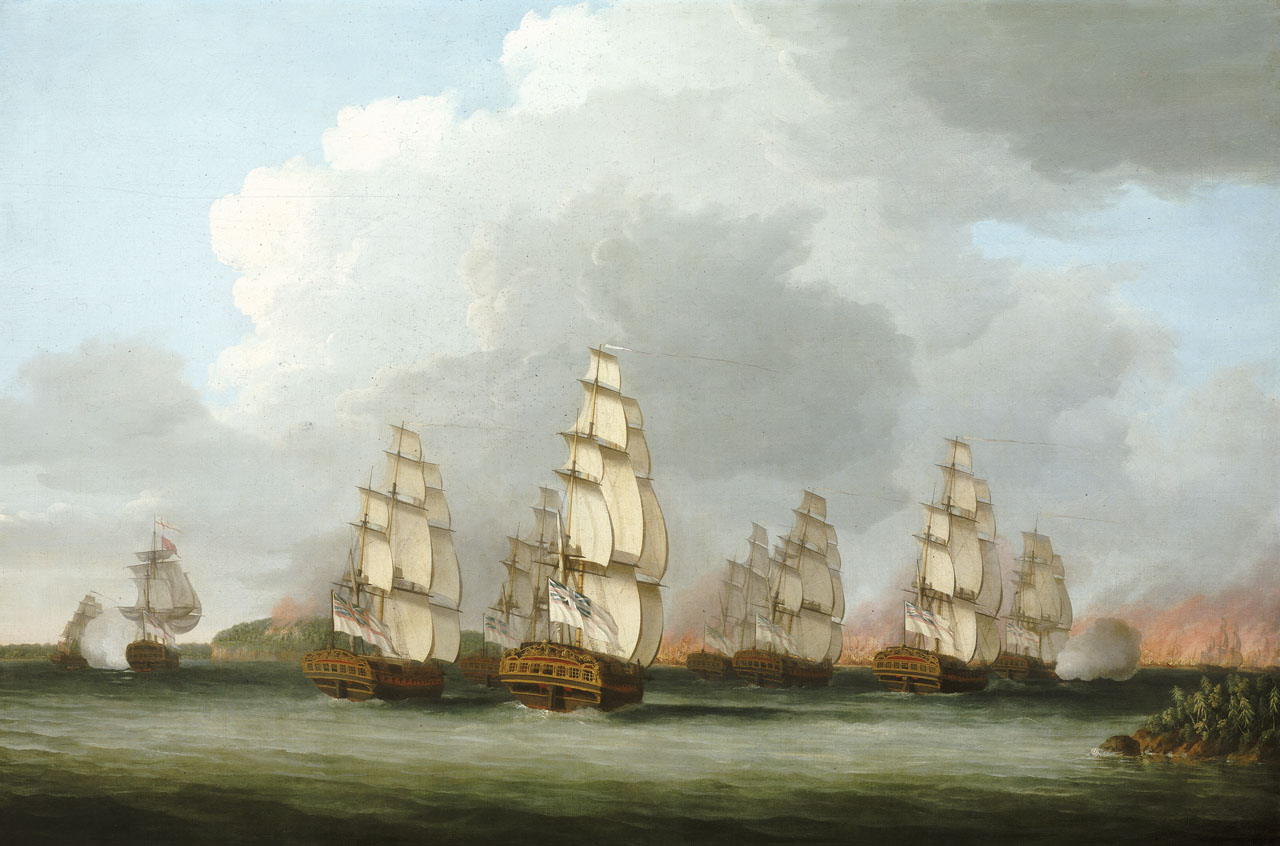
Esta é uma representação da ação naval na Expedição Penobscot de 1779 da Guerra Revolucionária Americana. a pintura mostra a baía vista do sul. No fundo esquerdo está o 'Raisonable' com uma bandeira branca e um pingente largo e disparando contra o 'Hunter'.

A Expedição Penobscot foi uma armada naval norte-americana de 44 navios durante a Guerra Revolucionária montada pelo Congresso Provincial da Província da Baía de Massachusetts. A flotilha de 19 navios de guerra e 25 navios de apoio partiu de Boston em 19 de julho de 1779, para a baía de Penobscot, no distrito de Maine, transportando uma força expedicionária de mais de 1 000 fuzileiros navais coloniais americanos (não confundir com os fuzileiros navais continentais) e milicianos. Também estava incluído um destacamento de artilharia de 100 homens sob o comando do tenente-coronel Paul Revere.
O objetivo da expedição era recuperar o controle do meio da costa do Maine dos britânicos, que o capturaram um mês antes e o renomearam como Nova Irlanda. Foi a maior expedição naval americana da guerra. A luta ocorreu em terra e no mar ao redor da foz dos rios Penobscot e Bagaduce em Castine, Maine, durante um período de três semanas em julho e agosto. Isso resultou na pior derrota naval dos Estados Unidos até Pearl Harbor, 162 anos depois, em 1941.
Em 17 de junho, as forças do Exército Britânico desembarcaram sob o comando do General Francis McLean e começaram a estabelecer uma série de fortificações ao redor do Forte George na Península de Majabigwaduce na Baía de Penobscot superior, com o objetivo de estabelecer uma presença militar naquela parte da costa. e estabelecendo a colônia da Nova Irlanda. Em resposta, a Província de Massachusetts levantou uma expedição para expulsá-los, com algum apoio do Congresso Continental.
Os americanos desembarcaram tropas no final de julho e tentaram sitiar o Forte George em ações que foram seriamente prejudicadas por desentendimentos sobre o controle da expedição entre o comandante das forças terrestres Brigadeiro General Solomon Lovell e o comandante da expedição Comodoro Dudley Saltonstall, que mais tarde foi demitido da Marinha por inaptidão. Por quase três semanas, o general McLean segurou o ataque até que uma frota de socorro britânica chegou de Nova York em 13 de agosto sob o comando de Sir George Collier, levando a frota americana à destruição no rio Penobscot. Os sobreviventes da expedição fizeram uma viagem por terra de volta às partes mais populosas de Massachusetts com o mínimo de comida e armas.